# ウィッチ・ウォリアー
ウィッチ・ウォリアー（Witch Warrior、女性、1962年1月16日 - ）は、カナダの元プロレスラー。

## 来歴
アメリカ合衆国イリノイ州シカゴ出身。カナダブリティッシュコロンビア州バンクーバー育ち。
プロレスラーになる前はバンクーバー近くの島で木こりをしていた。
1986年、バンクーバーのプロモーターであるアル・トムコにスカウトされてプロレス入り。
カナダではアイアン・メイデンのリングネームで活動した。
1987年、バンクーバー・オールスター・レスリングでデビュー。UWA世界女子王座（バンクーバー版）を獲得している。
1988年4月、ジャパン女子プロレスに初来日。
1989年10月、FMW旗揚げに参戦した。
その後は地元バンクーバーを中心に活動し、2015年に引退した。

## 獲得タイトル
- UWA世界女子王座（バンクーバー版）[2]